# 木村さ〜〜ん!
『木村さ〜〜ん!』（きむらさ〜〜ん!）は、インターネット動画配信サイト「GYAO!」で毎週日曜日12:00から配信されていたバラエティ番組。木村拓哉初のインターネット冠番組。2018年8月5日配信開始。GYAO!が2023年3月31日で終了に伴い、当番組は同月26日配信分で4年8か月の歴史に一旦幕を下ろした。なお、2024年1月1日、YouTubeの木村拓哉公式チャンネルが開設され、同月6日より同チャンネルにて、当番組が番組終了から9か月ぶりに配信再開された。

## 概要
2018年8月5日から、木村拓哉初のインターネット冠番組『木村さ〜〜ん!』がGYAO!にて配信がスタートした。木村が日曜日11:30から出演しているラジオ番組『木村拓哉 Flow supported by GYAO!』にて、木村がやってほしいことをリスナーから募集し、その中から木村がやりたい企画を番組で配信している。木村がソロでメインで出演するバラエティ番組は、フジテレビ系列で放送された『TV's HIGH』以来、17年ぶりである。2018年7月25日に都内で行われた新CM発表にて、番組に対し木村は「もっと身近に感じていただけたらうれしい。スタート地点に立ったばかりなので、どういうことになるか分かりませんが、楽しんでいけたら」とコメントしている。
番組が始まる前に、23年続いたTOKYO FMのラジオ番組『木村拓哉のWhat's UP SMAP!』が最終回を迎えるに伴い、2018年7月27日の23:30から特別番組『木村拓哉スペシャル番組 拓哉キャプテン、TOKYO FM社内を巡るの巻』が期間限定で配信された。『木村拓哉のWhat's UP SMAP!』の最終回収録後、今までお世話になったお礼と新番組の挨拶をしに、TOKYO FM社内を回る内容となっている。
2019年1月8日21:00〜からは、特別番組『木村さ〜〜ん! 特ば〜〜ん!』（全4回）が配信された。木村が主演を務める映画『マスカレード・ホテル』にちなんで企画された特番であり、木村が刑事役を演じることから「潜入捜査」をテーマに、様々なお題にチャレンジにしていく内容である。
2020年1月1日から3月31日までの期間限定で、特別番組『木村さ〜〜ん! 特ば〜〜ん2!』（全4回）が配信中。2020年1月8日発売の木村拓哉オリジナルアルバム『Go with the Flow』にちなんで企画された特番。アルバムに収録される新曲のオリジナルMVを若手クリエイターに制作してもらうという企画は『Play the Flow.』と名付けられ、応募の中から選考されたクリエイター2名がそれぞれ1曲ずつMVの制作に挑戦する。完成したMVは、2020年1月29日から3月31日までの期間限定配信。
2021年1月3日、4日に、二夜連続で放送のスペシャルドラマ『教場II』との連動企画として、2020年12月22日 12:30から『木村さ〜〜ん! 特ば〜〜ん3!』「教場II」放送記念特別コラボ生配信」が配信された。木村拓哉、濱田岳、福原遥、杉野遥亮、樋口日奈らの主要キャストが『教場II』のメイキング映像を鑑賞し、番組を振り返りながら、今だから話せる撮影秘話などの貴重なトークが行わる内容となった。アーカイブ映像は、2020年12月24日から2021年1月22日までの期間限定配信が実施された。
2022年1月19日 16:00から『木村さ〜〜ん!  特ば〜〜ん4!』「オリジナルMV完成披露試写会」が、2ndアルバム『Next Destination』の発売日に生配信された。アーカイブ映像は、2022年1月19日から4月30日までの期間限定配信が実施された。
2022年3月に『木村さ〜〜ん!』と同じくGYAO!で配信されている番組『かまいちょぱ』とのコラボレーションが実現。お互いの番組で交互に配信されていくコラボ企画が実施された。
2022年9月に『木村さ〜〜ん!』と同じくGYAO!で配信されている番組『つよしP』とのコラボレーションが実現。お互いの番組で交互に配信されていくコラボ企画が実施された。
GYAO!が2023年3月31日で終了に伴い、『木村さ～～ん!』は同月26日配信分で4年8か月の歴史に一旦幕を下ろした。
2024年1月1日、YouTubeの木村拓哉公式チャンネルが開設され、同月6日より同チャンネルにて『木村さ～～ん!』が9か月ぶりに配信再開することを初回投稿の動画内で木村自らが告知した。新作の他、過去GYAO!で配信された動画は同チャンネルでも随時配信（週三回配信され、そのうち二回は過去の映像）されている。

## 番組内容
木村拓哉が、ラジオ番組『木村拓哉 Flow supported by GYAO!』を通じて頂いたリスナーからの要望にできるだけ応え、様々な企画をやっていく内容である。普段見ることができない「素」の木村拓哉を見ることができる。

## 放送内容

### 木村さ〜〜ん!
| 2018年 | 2018年   | 2018年                                                     | 2018年 | 2018年   |
| 回     | 配信日   | 放送内容                                                   | ゲスト | 動画時間 |
| ------ | -------- | ---------------------------------------------------------- | --- | -------- |
| 1      | 8月5日   | 拓哉キャプテンがラジオで言っていた"アレ"をお見せします。   | | 00:16:32 |
| 2      | 8月12日  | 拓哉キャプテンとパーティーゲームで遊んでみよう！           | 00:17:44 |          |
| 3      | 8月19日  | 拓哉キャプテンと企画会議！                                 | 00:17:44 |          |
| 4      | 8月26日  | 拓哉キャプテンの自由研究                                   | 飯島和彦（むし社 店長） | 00:17:06 |
| 5      | 9月2日   | 木村拓哉"人生初"のTシャツ作り                              | | 00:17:35 |
| 6      | 9月9日   | 走るっ！デコるっ！女子にも話題の"ミニ四駆"対決！           | 00:16:45 |          |
| 7      | 9月16日  | 木村拓哉、"外ロケ"はじめました。                           | 00:18:54 |          |
| 8      | 9月23日  | ごはんタイム！木村拓哉、"ファミレス"に行ってみた           | 00:18:55 |          |
| 9      | 9月30日  | 投げる！打つ！嵐の中のバッティングセンター！               | 00:17:48 |          |
| 10     | 10月7日  | 夢のセッションが実現！！学んで！叩いて！民族楽器！！       | 浅野忠信・見谷聡一（打楽器奏者）                                                                                                  | 00:17:59 |
| 11     | 10月14日 | 拓哉キャプテン大ピンチ！？悪戦苦闘の"二胡"チャレンジ！     | 浅野忠信・見谷聡一（打楽器奏者）・KiRiKo（二胡奏者）                                                                              | 00:16:59 |
| 12     | 10月21日 | ワクワクの外ロケ！木村拓哉 in 銀座！                       | | 00:19:04 |
| 13     | 10月28日 | すげぇ！すげぇ！の連発！合羽橋で"食品サンプル"作り！       | 00:18:55 |          |
| 14     | 11月4日  | かたじけない！木村拓哉"忍者カフェ"に入門でござる！         | 00:16:43 |          |
| 15     | 11月11日 | 肉祭り！木村拓哉が"利き肉"！？                             | 00:17:07 |          |
| 16     | 11月18日 | みんなで祝おう！拓哉キャプテンのお誕生日会！               | できたくん キャプテン★ザコ じょーじ（ラテアーティスト） 飾巻子（デコアーティスト） 飾小巻（デコアーティスト）                     | 00:20:00 |
| 17     | 11月25日 | 拓哉キャプテンのお誕生日会！本番！                         | できたくん キャプテン★ザコ じょーじ（ラテアーティスト） 飾巻子（デコアーティスト） 飾小巻（デコアーティスト） TOKYO FM 少年合唱団 | 00:16:07 |
| 18     | 12月2日  | マジックに驚愕！木村拓哉が立てなくなる！？                 | KiLa | 00:19:59 |
| 19     | 12月9日  | その"マジック"おいくら？マジックのタブーに切り込む！       | KiLa | 00:17:50 |
| 20     | 12月16日 | 燃え上がる拓哉キャプテン！伝統芸能に挑戦！                 | 翁屋勝丸（太神楽 曲芸師） | 00:22:50 |
| 21     | 12月23日 | 木村拓哉、横浜中華街を歩く。                               | 摩訶蓮 | 00:16:51 |
| 22     | 12月30日 | 拓哉キャプテン、横浜中華街で"グリグリ"足つぼマッサージ！？ | | 00:20:03 |

| 2019年 | 2019年   | 2019年                                                                                | 2019年 | 2019年   |
| 回     | 配信日   | 放送内容                                                                              | ゲスト | 動画時間 |
| ------ | -------- | ------------------------------------------------------------------------------------- | --- | -------- |
| 23     | 1月6日   | "書き初め""かるた"拓哉キャプテンのお正月！                                            | 木本景子・西郷直樹                                                                                        | 00:30:15 |
| 24     | 1月13日  | 木村拓哉を操れ！木村拓哉 VS [ALEXANDROS]！                                            | [ALEXANDROS]                                                                                              | 00:22:53 |
| 25     | 1月20日  | 拓哉キャプテン大爆笑！たこ焼きパーティー！                                            | [ALEXANDROS]                                                                                              | 00:20:13 |
| 26     | 1月27日  | 腹ペコの拓哉キャプテン、電卓を持って食事へ行こう！                                    | LOVE PSYCHEDELICO                                                                                         | 00:21:44 |
| 27     | 2月3日   | 拓哉キャプテン presents "世界に一つだけのブーツ"を作ろう！                            | LOVE PSYCHEDELICO                                                                                         | 00:17:07 |
| 28     | 2月10日  | 木村拓哉、ヤフーを訪問！                                                              | 川邊健太郎・田中祐介                                                                                      | 00:25:24 |
| 29     | 2月17日  | 動物大好き！拓哉キャプテン、動物園へ行く！                                            | | 00:15:33 |
| 30     | 2月24日  | 動物園で"鷹"キャッチに挑戦！                                                          | 00:15:57                                                                                                  |          |
| 31     | 3月3日   | GOOD LUCK!! 拓哉キャプテン、ドローンを操縦する！                                      | 黒田瑞貴・長沢美月・永島聖羅                                                                              | 00:25:49 |
| 32     | 3月10日  | 人力車に乗って浅草の街をぶらり！                                                      | | 00:18:55 |
| 33     | 3月17日  | 木村拓哉が選ぶオススメの自転車は！？                                                  | 00:18:44                                                                                                  |          |
| 34     | 3月24日  | 木村拓哉"ママチャリ"に乗る！"電動自転車"初体験！                                      | 00:14:15                                                                                                  |          |
| 35     | 3月31日  | どんな味？話題の"漫画飯"を喰らう！                                                    | 梅本ゆうこ                                                                                                | 00:16:46 |
| 36     | 4月7日   | 匠から学ぶ！木村拓哉、雪駄作りに挑戦！                                                | 伊藤実（四谷三栄 三代目）                                                                                 | 00:22:10 |
| 37     | 4月14日  | 木村拓哉が絶賛！納豆の“オススメ”レシピとは！？                                        | | 00:15:18 |
| 38     | 4月21日  | 木村拓哉がアニメ・声優の専門学校に体験入学！？                                        | 00:21:37                                                                                                  |          |
| 39     | 4月28日  | 目指せ、プロゲーマー！木村拓哉、eスポーツの世界を体感！                               | 00:16:22                                                                                                  |          |
| 40     | 5月5日   | 木村拓哉、ホームセンターでDIYに挑戦！                                                 | 00:18:15                                                                                                  |          |
| 41     | 5月12日  | 長かった一日。“びっくりドンキー”へ行こう！                                            | 00:17:40                                                                                                  |          |
| 42     | 5月19日  | “ネイリスト木村拓哉”誕生！？ネイルアートをやってみた！                                | 林由美（ネイリスト）                                                                                      | 00:17:59 |
| 43     | 5月26日  | 蕎麦は「買う」べきか？「打つ」べきか？木村拓哉の答えとは？                            | 最上はるか（蕎楽亭 もがみ 店主）                                                                          | 00:16:57 |
| 44     | 6月2日   | えっ！木村拓哉が実演販売に挑戦！？                                                    | レジェンド松下・バンビーナ神村                                                                            | 00:20:02 |
| 45     | 6月9日   | 木村拓哉が福生を街ブラ！“映え”な写真をパシャリ！                                      | 冨田勝也（福生ベースサイドストリート 理事長）                                                             | 00:22:40 |
| 46     | 6月16日  | 木村拓哉が福生の街でわくわくショッピング！                                            | 冨田勝也（福生ベースサイドストリート 理事長）                                                             | 00:16:45 |
| 47     | 6月23日  | 木村拓哉、森山直太朗のオススメ料理を大絶賛！！                                        | 森山直太朗                                                                                                | 00:21:27 |
| 48     | 6月30日  | 木村拓哉と森山直太朗、代々木上原で雑貨屋さん巡り                                      | 森山直太朗                                                                                                | 00:15:36 |
| 49     | 7月7日   | 木村拓哉のルーツを辿る代々木八幡！                                                    | 森山直太朗                                                                                                | 00:14:56 |
| 50     | 7月14日  | 木村拓哉と森山直太朗のセッションが実現！ プライベート・スタジオへ潜入！               | 森山直太朗                                                                                                | 00:11:16 |
| 51     | 7月21日  | 女性にもオススメ！木村拓哉、“超らくらくキャンプ”を体験！                              | こいしゆうか（キャンプコーディネーター）                                                                  | 00:20:31 |
| 52     | 7月28日  | アウトドアでローストビーフ！？キャンプで簡単お料理！                                  | こいしゆうか（キャンプコーディネーター）                                                                  | 00:15:31 |
| 53     | 8月4日   | 祝！2年目に突入！番組グッズを作ります！のつもりが・・・                               | | 00:17:35 |
| 54     | 8月11日  | 生徒たちも釘付け！ 木村拓哉がカー・デザインやカリスマ美容師に！？                     | 00:14:47                                                                                                  |          |
| 55     | 8月18日  | 高さ200m以上！地上50階の展望ラウンジで番組グッズ会議！                                | 00:15:30                                                                                                  |          |
| 56     | 8月25日  | 木村拓哉、学生と一緒に「バーミヤン」へ行く！                                          | 00:22:54                                                                                                  |          |
| 57     | 9月1日   | 木村拓哉が「ドン・キホーテ」で1万円分のミラクルショッピング！？                       | 大崎順也（ドン・キホーテ 環七梅島店 店長） 木村真依（ドン・キホーテ 環七梅島店 店員）                     | 00:22:36 |
| 58     | 9月8日   | ドンキのPOP職人が登場！木村拓哉へ“神ワザ“を伝授！                                     | 今井ひとみ（ドン・キホーテ POPアーティスト）                                                              | 00:16:23 |
| 59     | 9月15日  | 木村拓哉、埼玉のソウルフード！？「だうどん」を喰らう！                                | | 00:15:24 |
| 60     | 9月22日  | 木村拓哉、「駄菓子屋ゲーム界の三種の神器」に“負けず嫌い”が発動！？                    | 00:26:55                                                                                                  |          |
| 61     | 9月29日  | 木村拓哉、2020年にアルバムをリリース！アルバム情報を最速でお届け！                    | LOVE PSYCHEDELICO                                                                                         | 00:21:39 |
| 62     | 10月6日  | 誰にも教えたくない！？木村拓哉、絶品料理のお店へ！                                    | LOVE PSYCHEDELICO                                                                                         | 00:21:35 |
| 63     | 10月13日 | あの時のまま！？ 木村拓哉が幼少期に自転車の練習をしていた思い出の場所！               | 森山直太朗                                                                                                | 00:22:46 |
| 64     | 10月20日 | 木村拓哉がレコードショップで“あの曲”をセレクト！                                      | 森山直太朗                                                                                                | 00:23:03 |
| 65     | 10月27日 | 番組グッズのデザイン完成！？ 木村拓哉、学生のプレゼンに真剣な眼差し！                 | 森山直太朗                                                                                                | 00:22:57 |
| 66     | 11月3日  | 木村拓哉、ボードゲームカフェで本気のプロポーズ！？                                    | いけだてつや                                                                                              | 00:28:59 |
| 67     | 11月10日 | 今年もやります！“ちょっと変わった”木村拓哉のお誕生日パーティー！                      | | 00:17:03 |
| 68     | 11月17日 | 本当に初心者！？木村拓哉、射撃場での腕前！                                            | 00:19:16                                                                                                  |          |
| 69     | 11月24日 | 木村拓哉、人生初の「サバゲー」いざ決戦の地へ！                                        | 青山ひかる・小島みゆ・野々宮ミカ・ 松嶋えいみ・真奈・宮原華音                                             | 00:19:52 |
| 70     | 12月1日  | 番組オリジナルTシャツ、遂にデザインが決定！                                           | 中村祐菜（東京モード学園 ファッションデザイン学科 4年生） 山本孟（東京モード学園 グラフィック学科 3年生） | 00:13:05 |
| 71     | 12月8日  | 木村拓哉が大島優子・三浦翔平と一緒に「餃子の王将」で“美味しいメニュー”ベスト3を発表！ | 大島優子・三浦翔平                                                                                        | 00:14:00 |
| 72     | 12月15日 | 木村拓哉、作・演出！？大島優子と三浦翔平の“胸キュン”ショート・ドラマをプロデュース！  | 大島優子・三浦翔平                                                                                        | 00:14:26 |
| 73     | 12月22日 | 成功なるか！？木村拓哉、“30秒”にかけた渾身のショート・ドラマ！                        | 大島優子・三浦翔平                                                                                        | 00:10:35 |
| 74     | 12月29日 | 木村拓哉が“自分自身”のクイズに挑戦！？ 「木村拓哉クイズ王決定戦」！                   | | 00:11:19 |

| 2020年 | 2020年   | 2020年                                                                              | 2020年 | 2020年   |
| 回     | 配信日   | 放送内容                                                                            | ゲスト | 動画時間 |
| ------ | -------- | ----------------------------------------------------------------------------------- | --- | -------- |
| 75     | 1月5日   | 木村拓哉、今年も番組恒例のお正月企画に挑戦！                                        | 木本景子・西郷直樹 | 00:11:49 |
| 76     | 1月12日  | スナイパーかるた！？木村拓哉、謎の企画と餅つきに挑む！！                            | 加藤文吾（越後鶴屋 店長）・木本景子・西郷直樹 | 00:19:16 |
| 77     | 1月19日  | 木村拓哉、新宿・渋谷にサプライズ登場！ アルバム「Go with the Flow」発売日に密着！   | | 00:22:21 |
| 78     | 1月26日  | “木村さ〜〜ん！”でもっともゆるい企画！？「ゆるスポーツ」に挑戦！                    | 大瀧篤（世界ゆるスポーツ協会 理事） 萩原拓也（世界ゆるスポーツ協会 理事） 澤田智洋（世界ゆるスポーツ協会 代表理事）                                                       | 00:13:20 |
| 79     | 2月2日   | 木村拓哉が再びシェフの姿に！？料理の専門学校へ体験入学！                            | 大野文彦（服部栄養専門学校 講師） 菊池晋作（服部栄養専門学校 講師） 西澤辰男（服部栄養専門学校 講師） 服部幸應（服部栄養専門学校 校長） 森島孝文（服部栄養専門学校 講師） | 00:23:43 |
| 80     | 2月9日   | 料理番組！？木村拓哉、“料理の師匠”とジビエカレーを作る！                            | 大野文彦（服部栄養専門学校 講師） | 00:19:55 |
| 81     | 2月16日  | 木村拓哉発案！“三種の餃子”と“ジビエカレー”を振る舞う！                              | 大野文彦（服部栄養専門学校 講師） 菊池晋作（服部栄養専門学校 講師） 西澤辰男（服部栄養専門学校 講師）                                                                     | 00:18:22 |
| 82     | 2月23日  | できたら奇跡！木村拓哉、ビリヤードの神業トリックショットに挑戦！                    | 江辺香織（アーティスティック・ビリヤードプレイヤー） | 00:29:59 |
| 83     | 3月1日   | 木村拓哉の“激レア”イベントの模様をポロリ！？                                        | | 00:24:32 |
| 84     | 3月8日   | 木村拓哉と及川光博、仲良くお昼ごはん！                                              | 及川光博・鈴木正志（おけいすし 店主） | 00:29:58 |
| 85     | 3月15日  | 木村拓哉へ及川光博が楽曲提供！？スタジオ作業を見学！                                | 及川光博 | 00:13:19 |
| 86     | 3月22日  | 木村拓哉、及川光博を全身コーディネート！？                                          | 及川光博 | 00:18:33 |
| 87     | 3月29日  | 木村拓哉、TOKYO FMの生放送に緊急出演！そこに居た人とは！？                          | 森山直太朗・浜崎美保 | 00:18:55 |
| 88     | 4月5日   | 木村拓哉、オススメ家電を選びに家電量販店へ行く！                                    | かじがや卓哉 | 00:19:45 |
| 89     | 4月12日  | 感動の連発！木村拓哉、最新家電にお手上げ！？                                        | かじがや卓哉 | 00:15:15 |
| 90     | 4月19日  | 木村拓哉が真剣に選んだ「おすすめ映画」ベスト5！                                     | | 00:10:32 |
| 91     | 4月26日  | 木村拓哉の意外な一面！？「おすすめ書籍」5選！                                       | 00:10:25 |          |
| 92     | 5月3日   | 木村拓哉が選ぶ「おすすめマンガ」はこの5作品！                                       | 00:14:07 |          |
| 93     | 5月10日  | 木村拓哉、大爆笑！「木村さ〜〜ん！」の未公開映像！                                  | 00:10:44 |          |
| 94     | 5月17日  | 木村拓哉の“負けず嫌い”が全開！「木村さ〜〜ん！」の未公開映像！                      | 00:19:56 |          |
| 95     | 5月24日  | はい、カット！木村拓哉の撮影オフショット！？「木村さ〜〜ん！」の未公開映像！        | 00:12:38 |          |
| 96     | 5月31日  | まだまだあります！木村拓哉の“街ぶら”や“ゲスト”との未公開映像！                      | 00:13:25 |          |
| 97     | 6月7日   | 木村拓哉、初！“火を使わない”電子レンジで簡単料理に挑戦！                            | 00:15:21 |          |
| 98     | 6月14日  | 木村拓哉、“目分量”で作った料理にビックリ！？                                        | 00:16:50 |          |
| 99     | 6月21日  | できなくなるまでやる！木村拓哉式“ワークアウト”を伝授！                              | 00:18:30 |          |
| 100    | 6月28日  | 番組100回記念！木村拓哉、“ちょいマック”と初の“リモート”でお祝い！？                 | 永島聖羅・伊藤実・江辺香織 広川恵（BIGMAMAオーナー） 飯島和彦・飾巻子・飾小巻                                                                                             | 00:18:39 |
| 101    | 7月5日   | 木村拓哉、けん玉チャンピオンの前で“けん玉検定”に挑戦！                              | 畑中卓（けん玉チャンピオン） | 00:25:03 |
| 102    | 7月12日  | トランプマン登場！木村拓哉が手品師、プロ雀士と“ババ抜き”真剣勝負！                  | トランプマン・岡田紗佳 | 00:18:22 |
| 103    | 7月19日  | 負けたら視聴者へ自腹プレゼント！？ 木村拓哉がトランプ“大富豪”真剣勝負！             | トランプマン・岡田紗佳 | 00:10:04 |
| 104    | 7月26日  | 木村拓哉のオーラは何色？守護霊や生き霊を霊視しちゃいました！                        | パシンペロンはやぶさ シークエンスはやとも | 00:15:08 |
| 105    | 8月2日   | おかげさまで3年目突入！木村拓哉と一緒に番組グッズを作る新企画始動！                 | WACK WACK | 00:12:38 |
| 106    | 8月9日   | 木村拓哉の好きなドラえもんのキャラクターは？ 鬼龍院翔とドラえもんトーク！           | 鬼龍院翔 | 00:16:43 |
| 107    | 8月16日  | ドラえもんの登場に大興奮！木村拓哉が欲しいドラえもんの“ひみつ道具”は？              | 鬼龍院翔・ドラえもん | 00:11:12 |
| 108    | 8月23日  | 木村拓哉、はじめての“人狼”！「ワードウルフ」で騙し合い！？                          | 佐藤一希（アプリ開発者） 小沢一敬 浅川梨奈 | 00:18:28 |
| 109    | 8月30日  | 木村拓哉を騙せるか！？“木村さ〜〜ん！流”「ワードウルフ」！                          | 佐藤一希（アプリ開発者） 小沢一敬 浅川梨奈 | 00:17:51 |
| 110    | 9月6日   | 初映像！木村拓哉の「麻雀」姿！プロ雀士と「麻雀」真剣勝負！                          | 岡田紗佳・武井壮 | 00:22:20 |
| 111    | 9月13日  | 木村拓哉セレクトの“番組グッズ”投票スタート！ ＆ ARスポーツ「HADO」に挑戦！          | WACK WACK・武井壮・武藤郁（HADO CREW） 福田浩士（株式会社meleap CEO） | 00:18:08 |
| 112    | 9月20日  | K.O連発！？木村拓哉、“汗だく”で「HADO」対決！                                       | 武井壮・武藤郁（HADO CREW） 福田浩士（株式会社meleap CEO） C.レイエル（アメちゃん・えもさん・こもも）                                                                     | 00:19:26 |
| 113    | 9月27日  | 木村拓哉も愛用する優秀な工具とは！？東急ハンズでD.I.Yのお買い物                     | 藤田浩（東急ハンズ 新宿店 店員） | 00:12:11 |
| 114    | 10月4日  | 木村拓哉の“優しさ”が詰まったイスが完成！                                            | 藤田浩（東急ハンズ 新宿店 店員） | 00:19:29 |
| 115    | 10月11日 | 木村拓哉、女子プロゴルファーとシミュレーションゴルフ対決！                          | 金田久美子 | 00:19:37 |
| 116    | 10月18日 | 勝つのはどっち！？ 木村拓哉、女子プロゴルファー金田久美子とドラコン、ニアピン対決！ | 金田久美子 | 00:17:01 |
| 117    | 10月25日 | “あのハンバーガー” を60秒以内に作れるのか！？木村拓哉、チャレンジ研修！             | 椿鬼奴 | 00:19:26 |
| 118    | 11月1日  | 木村拓哉、はじめて使う“道具”に“ちょい”苦戦！？                                      | 椿鬼奴 | 00:19:52 |
| 119    | 11月8日  | お誕生日直前！木村拓哉、ダーツ・ショップで“相棒”選び！？                            | 森田真結子（プロダーツプレーヤー） | 00:13:37 |
| 120    | 11月15日 | 木村拓哉、自分への誕生日プレゼントは自腹！？ プロダーツプレイヤーと真剣勝負！       | 森田真結子（プロダーツプレーヤー） | 00:19:35 |
| 121    | 11月22日 | 新たな強敵登場！？木村拓哉、プロ雀士たちとリベンジ「麻雀」勝負！                    | 岡田紗佳・武井壮・佐藤なつき | 00:19:57 |
| 122    | 11月29日 | 番組プレゼント「特製エコバッグ」完成！ 木村拓哉、結婚祝いを買いに行く！             | 田中由起子（銀座ロフト 次長） 高村光一・高村日出夫・高村勇人（高村刃物製作所）                                                                                            | 00:16:31 |
| 123    | 12月6日  | 木村拓哉、濱田岳&樋口日奈と浅草の“あの場所”へ行ってみた！                           | 濱田岳・樋口日奈 | 00:16:21 |
| 124    | 12月13日 | 必見！パンダカーに乗る木村拓哉！ 楽しい「花やしき」が「教場」の訓練施設に！？       | 濱田岳・樋口日奈 | 00:13:25 |
| 125    | 12月20日 | 冬に絶品“かき氷”！？ 木村拓哉、濱田岳、樋口日奈「谷根千」をぶらり散歩！             | 濱田岳・樋口日奈 | 00:19:01 |
| 126    | 12月27日 | “映え”の定義とは！？木村拓哉、人気“美術館”で映え写真を撮る！                        | 濱田岳・樋口日奈 | 00:14:11 |

| 2021年 | 2021年   | 2021年 | 2021年                                                                                  | 2021年   |
| 回     | 配信日   | 放送内容 | ゲスト                                                                                  | 動画時間 |
| ------ | -------- | --- | --------------------------------------------------------------------------------------- | -------- |
| 127    | 1月3日   | こんな新年もあり！？木村拓哉、3度目の“ゆる〜〜い”お正月！                                                            |                                                                                         | 00:11:39 |
| 128    | 1月10日  | 木村拓哉が「漁」！？待望の海釣りに挑戦！                                                                             | 秋丸美帆                                                                                | 00:14:00 |
| 129    | 1月17日  | “漁師”木村拓哉の底力！？チーム対抗「海釣り」勝負！                                                                   | 秋丸美帆・前崎凪砂                                                                      | 00:17:38 |
| 130    | 1月24日  | 大漁！木村拓哉が通うお寿司屋さんで釣った魚をいただきます！                                                           | 秋丸美帆・前崎凪砂                                                                      | 00:18:24 |
| 131    | 1月31日  | 心も体もリフレッシュ！木村拓哉、“専門店”でお買い物！                                                                 |                                                                                         | 00:18:15 |
| 132    | 2月7日   | 木村拓哉オススメ、簡単！美味しい！餃子鍋！                                                                           | 00:11:57                                                                                |          |
| 133    | 2月14日  | 木村拓哉、斎藤工登場に歓喜！“いま観たい映画”を語る！                                                                 | 斎藤工                                                                                  | 00:21:39 |
| 134    | 2月21日  | 名作映画には“木村拓哉”が隠れている！？斎藤工と語る“いま観たい映画”！                                                 | 斎藤工                                                                                  | 00:14:41 |
| 135    | 2月28日  | 木村拓哉と斎藤工、個性が輝く“アロマ・キャンドル”作りに挑戦！                                                         | 斎藤工                                                                                  | 00:15:33 |
| 136    | 3月7日   | おうち時間にオススメ！木村拓哉と一緒に「ヨガ」をやろう！                                                             | 廣田なお（美筋ヨガインストラクター）                                                    | 00:22:25 |
| 137    | 3月14日  | 木村拓哉×乃木坂46×セカオザ、嘘を見破れ！「人狼ゲーム」！                                                             | 小沢一敬 乃木坂46（樋口日奈・賀喜遥香・早川聖来）                                       | 00:22:59 |
| 138    | 3月21日  | 木村拓哉“人狼”を極める！？そうですワタシが人狼です！                                                                 | 小沢一敬 乃木坂46（樋口日奈・賀喜遥香・早川聖来）                                       | 00:24:09 |
| 139    | 3月28日  | 木村拓哉が“重機”や“戦車”を操縦！？すげぇラジコンが大集合！                                                           | 小沢一敬                                                                                | 00:19:10 |
| 140    | 4月4日   | 木村拓哉、“お家キャンプ”に挑戦！ソロキャンプを楽しむ！                                                               | ベアーズ島田キャンプ                                                                    | 00:17:37 |
| 141    | 4月11日  | 木村拓哉、高得点！絶品“スパイスカレー”完成！                                                                         | ベアーズ島田キャンプ                                                                    | 00:16:25 |
| 142    | 4月18日  | 木村拓哉、“あの人”へ贈る「アクアリウム」に挑戦！                                                                     |                                                                                         | 00:25:08 |
| 143    | 4月25日  | 木村拓哉の“大事なTシャツ”が続々登場！超本気の“大富豪”対決！                                                          | 及川光博・児嶋一哉・干場義雅                                                            | 00:21:25 |
| 144    | 5月2日   | 木村拓哉も欲しがる“幻のTシャツ”は誰のもとへ！？白熱“大富豪”！                                                        | 及川光博・児嶋一哉・干場義雅                                                            | 00:23:29 |
| 145    | 5月9日   | 木村拓哉、ベストパートナーとお弁当作り！                                                                             | 及川光博                                                                                | 00:18:53 |
| 146    | 5月16日  | ビリヤードの“動いている玉”をつく！？ 木村拓哉“命名”の激ムズ「トリックショット」に挑戦！                              | 江辺香織（アーティスティック・ビリヤードプレイヤー）                                    | 00:22:06 |
| 147    | 5月23日  | ボウリングで「トリックショット」！？ 木村拓哉、プロボウラーと「100本ボウリング」に挑戦！                             | 川﨑由意（プロボウラー）                                                                | 00:21:30 |
| 148    | 5月30日  | 木村拓哉、はじめての拒絶！？盆栽と拓哉少年                                                                           | 岸本千絵                                                                                | 00:23:32 |
| 149    | 6月6日   | 木村拓哉が5人！？「木村拓哉」ものまね選手権！                                                                        | ホリ・むらせ・元木敦士・玉城泰拙                                                        | 00:20:19 |
| 150    | 6月13日  | 優勝は誰の手に！？「木村拓哉」ものまね選手権！                                                                       | ホリ・むらせ・元木敦士・玉城泰拙                                                        | 00:17:54 |
| 151    | 6月20日  | 木村拓哉と武田真治、「革ジャン」を見に20年ぶりのお買い物！                                                           | 武田真治                                                                                | 00:24:32 |
| 152    | 6月27日  | 木村拓哉、武田真治へ“結婚祝い”を買いに行く！                                                                         | 武田真治                                                                                | 00:19:59 |
| 153    | 7月4日   | 木村拓哉“社長”、日本の物件や名産を買いまくり！？ 「桃鉄」で大はしゃぎ！                                              | ヒャダイン・みちょぱ                                                                    | 00:24:30 |
| 154    | 7月11日  | 木村拓哉とLiLiCo、夏休みにオススメ！“おうち時間”にこんな映画はいかが？                                               | LiLiCo                                                                                  | 00:23:05 |
| 155    | 7月18日  | 木村拓哉、“あの映画”の裏話に大ショック！？ エスカレートするLiLiCoと映画談義！                                        | LiLiCo                                                                                  | 00:22:30 |
| 156    | 7月25日  | 木村拓哉、本格「コント」に挑戦！KIMURA SAAAAN! HIGH！？                                                              | 有働由美子・木村祐一                                                                    | 00:16:53 |
| 157    | 8月1日   | 木村拓哉の真剣「コント」！KIMURA SAAAAN! HIGH！                                                                      | 木村祐一                                                                                | 00:15:15 |
| 158    | 8月8日   | 木村拓哉、ミキと一緒に「釣り番組」！？ラジオでの約束が実現！                                                         | ミキ（昴生・亜生）                                                                      | 00:31:20 |
| 159    | 8月15日  | 撮影中です！木村拓哉とミキ、“無言”で鯛を釣る！？ さらにイタリア撮影現場から視聴者へプレゼント！                      | ミキ（昴生・亜生）                                                                      | 00:27:46 |
| 160    | 8月22日  | 木村拓哉にとってターニングポイントとなったドラマ作品は？ ミキと寿司を食べながらしみじみ語る！                        | ミキ（昴生・亜生）                                                                      | 00:22:03 |
| 161    | 8月29日  | 木村拓哉、発案企画！“プロ”混合チームとビリヤード対決！                                                               | 江辺香織（アーティスティック・ビリヤードプレイヤー） 森田真結子（プロダーツプレーヤー） | 00:23:07 |
| 162    | 9月5日   | 木村拓哉も納得！？“プロ”混合チームと真剣ダーツ対決！                                                                 | 江辺香織（アーティスティック・ビリヤードプレイヤー） 森田真結子（プロダーツプレーヤー） | 00:22:21 |
| 163    | 9月12日  | なぜ、木村拓哉がゲームの主人公に選ばれたのか！？ 新作ゲームソフト「LOST JUDGMENT：裁かれざる記憶」を汗だくでプレイ！ | 山本耕史・名越稔洋・細川一毅                                                            | 00:17:25 |
| 164    | 9月19日  | 木村拓哉“無力さ”にショック！？中村アンとボルダリングに挑戦！                                                         | 中村アン                                                                                | 00:23:35 |
| 165    | 9月26日  | 木村拓哉・中村アン、BBQをしながら映画「マスカレード・ナイト」の撮影エピソードを語る！                                | 中村アン                                                                                | 00:14:11 |
| 166    | 10月3日  | 木村拓哉、「弓道」はじめます！新井恵理那アナ御用達の弓具店へ！                                                       | 新井恵理那                                                                              | 00:12:00 |
| 167    | 10月10日 | 木村拓哉、弓道場で28メートル先の的に射込む！                                                                         | 新井恵理那                                                                              | 00:27:34 |
| 168    | 10月17日 | 木村拓哉、家電量販店で豪快ショッピング！？                                                                           | ペナルティヒデ                                                                          | 00:20:22 |
| 169    | 10月24日 | 木村拓哉、実食！調理！実食？？超簡単！「素麺」レシピを共有！                                                         | あまこようこ                                                                            | 00:15:17 |
| 170    | 10月31日 | 元日本代表 VS 元サボり！？木村拓哉、バドミントン対決！                                                               | 潮田玲子                                                                                | 00:23:16 |
| 171    | 11月7日  | “あの音”を鳴らしたい！木村拓哉、弓道に再挑戦！                                                                       | 新井恵理那                                                                              | 00:23:23 |
| 172    | 11月14日 | 京都の木村拓哉に密着！「俳優会館」激レア・リポート！                                                                 |                                                                                         | 00:19:41 |
| 173    | 11月21日 | 木村拓哉にサプライズの連続！？京都東映太秦映画村！                                                                   | 00:15:37                                                                                |          |
| 174    | 11月28日 | 木村拓哉、嬉しすぎて“鳥肌”！？京都の陶器店で商談！                                                                   | 00:14:06                                                                                |          |
| 175    | 12月5日  | 木村拓哉、国宝「蓮華王院 三十三間堂」に圧巻！                                                                        | 00:14:41                                                                                |          |
| 176    | 12月12日 | 木村拓哉、“危険な香り”にメロメロ！視聴者プレゼントを爆買い！？                                                       | 00:15:38                                                                                |          |
| 177    | 12月19日 | メリークリスマス！木村拓哉、お手製の大きなクリスマスツリー！                                                         | 00:15:20                                                                                |          |
| 178    | 12月26日 | 木村拓哉、大興奮！番組に車をご提供！？カスタムしちゃいまーす！                                                       | 00:17:02                                                                                |          |

| 2022年 | 2022年   | 2022年                                                                                        | 2022年                                                          | 2022年   |
| 回     | 配信日   | 放送内容                                                                                      | ゲスト                                                          | 動画時間 |
| ------ | -------- | --------------------------------------------------------------------------------------------- | --------------------------------------------------------------- | -------- |
| 179    | 1月2日   | 書道家“拓美”誕生！？木村拓哉、新年の抱負をしたためる“書道パフォーマンス”に挑戦！              | 青柳美扇                                                        | 00:24:45 |
| 180    | 1月9日   | 7年前の表情とは違う！？木村拓哉は意外と・・・。2022年の運気を観相学で知る！                   | 岡井浄幸                                                        | 00:12:44 |
| 181    | 1月16日  | 木村拓哉、“社長ちゃん”糸井重里が待つ「ほぼ日」ビルを訪問！                                    | 糸井重里                                                        | 00:13:48 |
| 182    | 1月23日  | 木村拓哉×糸井重里。「ほぼ日の學校」で本音対談！                                               | 糸井重里                                                        | 00:17:26 |
| 183    | 1月30日  | 木村拓哉×糸井重里。番組4年目にしてキャッチコピーが完成！                                      | 糸井重里                                                        | 00:10:53 |
| 184    | 2月6日   | 木村拓哉を河北麻友子が銀座でコーディネート！                                                  | 河北麻友子                                                      | 00:17:31 |
| 185    | 2月13日  | 木村拓哉へ河北麻友子が“本命チョコ”！？ベルギーから世界最優秀パティシエも登場！                | 河北麻友子                                                      | 00:10:21 |
| 186    | 2月20日  | 木村拓哉、長年愛用の“帽子メーカー”でコーディネート！                                          | 河北麻友子                                                      | 00:15:01 |
| 187    | 2月27日  | 木村拓哉、買いまくり！？はじめての“100円ショップ”を大満喫！                                   |                                                                 | 00:20:42 |
| 188    | 3月6日   | 木村拓哉、かまいたちにドッキリ！？コラボ企画始動！                                            | かまいたち（山内健司・濱家隆一）・みちょぱ                      | 00:13:17 |
| 189    | 3月13日  | 木村拓哉 VS かまいたち VS みちょぱ「“超本気”大富豪」トランプ対決！                            | かまいたち（山内健司・濱家隆一）・みちょぱ                      | 00:19:19 |
| 190    | 3月20日  | 木村拓哉が“お笑いの祭典”を開催！？話題のお笑い芸人大集合！                                    | かまいたち・みちょぱ ネルソンズ・ウエスP・空気階段 玉城泰拙     | 00:20:41 |
| 191    | 3月27日  | 木村拓哉、撮影中に熟睡！？極上のヘッドスパ体験                                                |                                                                 | 00:14:36 |
| 192    | 4月3日   | 兄弟再会！？木村拓哉、中尾明慶と「犬カフェ」でGOOD LUCK!!                                     | 中尾明慶                                                        | 00:15:02 |
| 193    | 4月10日  | 木村拓哉、中尾明慶を連れて行きつけの洋服屋さんへ！                                            | 中尾明慶                                                        | 00:15:45 |
| 194    | 4月17日  | 防災は「妄想力」！？木村拓哉と防災グッズを学ぼう！                                            |                                                                 | 00:19:26 |
| 195    | 4月24日  | 木村拓哉、自身の作品に感動！？2ndアルバムをアナログレコード化！                               | 00:21:26                                                        |          |
| 196    | 5月1日   | 豪華共演者が続々登場！木村拓哉の新作ドラマ撮影現場に潜入！                                    | 生瀬勝久・内田有紀 八嶋智人・満島ひかり                         | 00:14:46 |
| 197    | 5月8日   | 木村拓哉、30年ぶりの共演を果たした内田有紀の“夢”を叶えにあの場所へ！                          | 内田有紀                                                        | 00:23:40 |
| 198    | 5月15日  | 木村拓哉は2年ぶり、内田有紀は40年ぶり！？あのお店でお買い物！                                 | 内田有紀                                                        | 00:17:52 |
| 199    | 5月22日  | 木村拓哉・生瀬勝久、女子プロゴルファーからゴルフレッスン！                                    | 生瀬勝久・古閑美保                                              | 00:28:40 |
| 200    | 5月29日  | 配信200回記念！木村拓哉を祝福しに“あの女優”が登場！                                           | 鈴木京香                                                        | 00:22:16 |
| 201    | 6月5日   | プロゴルファーも苦戦のコース！？木村拓哉・生瀬勝久・古閑美保、河川敷ゴルフ！                  | 生瀬勝久・古閑美保                                              | 00:25:41 |
| 202    | 6月12日  | 名言連発！？木村拓哉、イコラブ大谷映美里に絶品“油そば”レシピを伝授！                          | 大谷映美里（=LOVE）                                             | 00:24:12 |
| 203    | 6月19日  | おいしい“マンゴースムージー”はいかが？ 木村拓哉、イコラブ大谷映美里が振る舞う料理のお味は！？ | 大谷映美里（=LOVE）                                             | 00:18:58 |
| 204    | 6月26日  | “はじめて”を目の当たりにドキドキの木村拓哉！職人の作品に大興奮！？                            | GEN                                                             | 00:21:41 |
| 205    | 7月3日   | 職人もびっくり！？木村拓哉、“初”エアブラシでペイントに挑戦！                                  | GEN                                                             | 00:18:26 |
| 206    | 7月10日  | 横浜に来たらついつい行っちゃう！？木村拓哉が長年通う“アメカジ”ショップ！                      |                                                                 | 00:13:42 |
| 207    | 7月17日  | 木村拓哉が「クレーンゲーム」に熱中！狙った景品を獲る！獲る！獲る！                            | 向日葵プリンセス（知花瞳・入内嶋茜・成田柊里） 五十嵐直也       | 00:22:43 |
| 208    | 7月24日  | “やばい！”連発！木村拓哉、完成したカスタム・カーに大興奮！                                    |                                                                 | 00:14:51 |
| 209    | 7月31日  | 木村拓哉、番組カスタム・カーに詰める「お宝」を求め釣り道具のディープ・スポットへ！            | 平岩孝典                                                        | 00:17:13 |
| 210    | 8月7日   | これで海へ行く準備完了！？木村拓哉、サーフィン用品を求めに原宿へ！                            |                                                                 | 00:14:19 |
| 211    | 8月14日  | 世界一の男が登場！木村拓哉とプロボクサー井上尚弥、初対面で焼肉を喰らう！                      | 井上尚弥                                                        | 00:21:52 |
| 212    | 8月21日  | 木村拓哉からプロボクサー井上尚弥へ気持ちを込めたプレゼント！                                  | 井上尚弥                                                        | 00:15:04 |
| 213    | 8月28日  | 木村拓哉、“タンクトップ”でタフティング！？オリジナル・ラグマット作り！                        | ぱくちーひとみ（アーティスト） 生駒幸恵（SNSコンサルタント）    | 00:13:46 |
| 214    | 9月4日   | 木村拓哉、堂本剛とコラボ企画やっちゃいました！                                                | 堂本剛（KinKi Kids）                                            | 00:25:03 |
| 215    | 9月11日  | 木村拓哉と堂本剛は不思議な関係！？バーベキューで本音トーク！                                  | 堂本剛（KinKi Kids）                                            | 00:22:43 |
| 216    | 9月18日  | こんな部屋に泊まりたい！木村拓哉、都内の高級旅館に潜入！                                      | 小沢一敬                                                        | 00:14:47 |
| 217    | 9月25日  | 美味すぎると“悔しい”！？木村拓哉、「星のや 東京」で舌鼓！                                     | 小沢一敬                                                        | 00:16:13 |
| 218    | 10月2日  | 木村拓哉、スタイリング欲求発動！？「#ワークマン女子」でコーディネート！                       | 小沢一敬・Nozomi（猟師） 伊藤磨耶（ワークマン広報部）           | 00:18:25 |
| 219    | 10月9日  | 朝5時集合！木村拓哉・前田敦子・中尾明慶、大物目指して海へ出発！                               | 前田敦子・中尾明慶                                              | 00:24:22 |
| 220    | 10月16日 | “ナブラ”に遭遇！木村拓哉・中尾明慶、ナブラ撃ちで入れ食いの大チャンス！                        | 中尾明慶                                                        | 00:19:51 |
| 221    | 10月23日 | 木村拓哉・眞木蔵人、念願のサーフィンで大はしゃぎ！                                            | 眞木蔵人・藤森慎吾・大原優乃                                    | 00:28:14 |
| 222    | 10月30日 | 木村拓哉・眞木蔵人・藤森慎吾・大原優乃、波に乗って食事して大満喫！                            | 眞木蔵人・藤森慎吾・大原優乃                                    | 00:23:16 |
| 223    | 11月6日  | 木村拓哉を祝いたい！ 武田真治、ケンコバ、ISSA、RED RICEが集結しお誕生日ツーリング！           | 武田真治・ケンドーコバヤシ ISSA（DA PUMP） RED RICE（湘南乃風） | 00:15:59 |
| 224    | 11月13日 | 遊園地で木村拓哉の誕生日を野郎だらけでお祝いしてみたら、こうなりました！                      | 武田真治・ケンドーコバヤシ ISSA（DA PUMP） RED RICE（湘南乃風） | 00:19:36 |
| 225    | 11月20日 | “木村信長”岐阜に降臨！伊藤英明が地元を“熱血”ナビゲート！                                      | 伊藤英明                                                        | 00:22:59 |
| 226    | 11月27日 | 「ぎふ信長まつり」パレード前日の木村拓哉に密着！打ち合わせ現場で築いた絆！                    | 伊藤英明                                                        | 00:25:48 |
| 227    | 12月4日  | 信長拓哉、岐阜城へ帰る！「ぎふ信長まつり」、トークイベントにも密着！                          | 伊藤英明                                                        | 00:26:48 |
| 228    | 12月11日 | 木村拓哉、樋口日奈と一緒に“アイデア”ケーキ作り！                                              | 樋口日奈                                                        | 00:27:30 |
| 229    | 12月18日 | 木村サ〜〜ンタからのプレゼント！？木村拓哉、杉咲花とコストコへ！                              | 杉咲花                                                          | 00:16:02 |
| 230    | 12月25日 | 視聴者さんへ木村サンタから豪華プレゼント！ 木村拓哉、杉咲花とコストコで“豪快”ショッピング！   | 杉咲花                                                          | 00:18:33 |

| 2023年 | 2023年  | 2023年                                                                                         | 2023年                                                               | 2023年   |
| 回     | 配信日  | 放送内容                                                                                       | ゲスト                                                               | 動画時間 |
| ------ | ------- | ---------------------------------------------------------------------------------------------- | -------------------------------------------------------------------- | -------- |
| 231    | 1月1日  | 木村拓哉の“書道パフォーマンス”に書道家・武田双雲が大興奮！                                     | 武田双雲                                                             | 00:23:58 |
| 232    | 1月8日  | まさかの企画変更！？木村拓哉と斎藤工にLiLiCoが熱烈インタビュー！                               | 斎藤工・LiLiCo                                                       | 00:24:21 |
| 233    | 1月15日 | この役を木村拓哉で見たい！？木村拓哉、斎藤工、LiLiCoが選ぶ「冬のオススメ映画BEST3」！          | 斎藤工・LiLiCo                                                       | 00:20:30 |
| 234    | 1月22日 | 木村拓哉がデザインを考案！？入手困難、話題の「ぽち袋」に新作が登場！？                         |                                                                      | 00:15:44 |
| 235    | 1月29日 | 木村拓哉、念願のゴルフ場へ！生瀬勝久、女子プロゴルファーの金田久美子、脇元華が参戦！           | 生瀬勝久・脇元華・金田久美子                                         | 00:24:21 |
| 236    | 2月5日  | 木村拓哉の「〇〇」に女子プロゴルファー金田久美子、脇元華も太鼓判！ナイスオン連発のチーム対決！ | 生瀬勝久・脇元華・金田久美子                                         | 00:25:14 |
| 237    | 2月12日 | 木村拓哉を追いかけ回す！？映画「レジェンド＆バタフライ」岐阜、名古屋の舞台挨拶の裏側に密着！   | 伊藤英明・大友啓史                                                   | 00:22:25 |
| 238    | 2月19日 | 木村拓哉“最高ばい！”の裏側に完全密着！映画「レジェンド＆バタフライ」in 福岡！                  | 和田正人・レイニ                                                     | 00:16:27 |
| 239    | 2月26日 | 木村拓哉、映画「レジェンド＆バタフライ」公開初日に東映の本社を伊藤英明と巡回！                 | 伊藤英明                                                             | 00:23:39 |
| 240    | 3月5日  | 旬の芸人が続々登場！木村拓哉による“笑いの祭典”！？「木村さ〜〜ん！グランプリ」！               | 小沢一敬 むらせ・土佐兄弟・エルフ 納言・ラパルフェ・戦慄のピーカブー | 00:22:24 |
| 241    | 3月12日 | 木村拓哉が選ぶお笑い芸人は“この人”！爆笑連発「木村さ〜〜ん！グランプリ」！                     | 小沢一敬 むらせ・土佐兄弟・エルフ 納言・ラパルフェ・戦慄のピーカブー | 00:27:37 |
| 242    | 3月19日 | 木村拓哉が“チーム”を結成！？ラストスパートへ向け“やつら”が再集結！気になる「チーム名」とは？   | 武田真治・ISSA（DA PUMP） RED RICE（湘南乃風）・中尾明慶             | 00:18:48 |
| 243    | 3月26日 | “素”の木村拓哉を感じられる「木村さ〜〜ん！」最終回！                                           | 武田真治・ISSA（DA PUMP） RED RICE（湘南乃風）・中尾明慶             | 00:19:42 |

#### 木村さ〜〜ん! 特ば〜〜ん!
| 2019年 | 2019年  | 2019年                                                     | 2019年                         | 2019年   |
| 回     | 配信日  | 放送内容                                                   | ゲスト                         | 動画時間 |
| ------ | ------- | ---------------------------------------------------------- | ------------------------------ | -------- |
| 1      | 1月8日  | なぜ、木村拓哉はバーテンダーになるのか？                   | 富田晶子                       | 00:20:57 |
| 2      | 1月15日 | 犯人へのヒントはこの中にある！木村拓哉がホテルで潜入捜査！ | 築田行子・山田よう子・鈴木雅之 | 00:26:48 |
| 3      | 1月22日 | 木村拓哉が東京スカイツリーで何をするの？                   | 勝地涼                         | 00:22:51 |
| 4      | 1月29日 | 本音がポロリ！？木村拓哉、絶景と絶品料理に大興奮！         | 勝地涼                         | 00:30:25 |

#### 木村さ〜〜ん! 特ば〜〜ん2!
| 2020年 | 2020年  | 2020年                                                                                                  | 2020年 | 2020年   |
| 回     | 配信日  | 放送内容                                                                                                | ゲスト | 動画時間 |
| ------ | ------- | --- | --- | -------- |
| 1      | 1月1日  | 木村拓哉、アルバム「Go with the Flow」完成！ ラジオ・スタイルで発売直前のアルバムについてトークします！ | | 00:26:59 |
| 2      | 1月8日  | 木村拓哉の楽曲「NEW START」のMV撮影現場に密着！                                                         | 岡田詩歌（東京藝術大学大学院 映像研究科 2年生） 鈴木麻友子（会社員）                                                                      | 00:18:30 |
| 3      | 1月15日 | 木村拓哉の“新たなる”表情！？ 楽曲「ローリングストーン」のMV撮影現場に密着！                             | 水口紋蔵（武蔵野美術大学 映像学科 3年生）                                                                                                 | 00:18:23 |
| 4      | 1月22日 | 木村拓哉、番組企画のミュージック・ビデオが完成！ GYAO!で独占公開！                                      | 岡田詩歌（東京芸術大学大学院 映像研究科 2年生） 鈴木麻友子（会社員） 水口紋蔵（武蔵野美術大学 映像学科 3年生） 谷口宏幸（プロデューサー） | 00:15:21 |

#### 木村さ〜〜ん! 特ば〜〜ん3!
| 2020年 | 2020年   | 2020年                          | 2020年                             | 2020年   |
| 回     | 配信日   | 放送内容                        | ゲスト                             | 動画時間 |
| ------ | -------- | ------------------------------- | ---------------------------------- | -------- |
|        | 12月22日 | 「教場Ⅱ」放送記念特別コラボ番組 | 濱田岳・福原遥・杉野遥亮・樋口日奈 | 00:34:52 |

#### 木村さ〜〜ん! 特ば〜〜ん4!
| 2021年 - 2022年 | 2021年 - 2022年 | 2021年 - 2022年                                                                                        | 2021年 - 2022年                                                     | 2021年 - 2022年 |
| 回              | 配信日          | 放送内容                                                                                               | ゲスト                                                              | 動画時間        |
| --------------- | --------------- | --- | ------------------------------------------------------------------- | --------------- |
| 1               | 12月29日        | 木村拓哉、2ndアルバム「Next Destination」発売直前！作品詳細、新たなMV撮影への意気込み！                | 斎藤工                                                              | 00:14:02        |
| 2               | 1月5日          | 斎藤工監督、木村拓哉のMVを撮る！撮影現場に密着！                                                       | 斎藤工                                                              | 00:14:41        |
| 3               | 1月12日         | 緊張感が漂う撮影現場！？木村拓哉のMV撮影現場に潜入！                                                   | 武田真治・江口のりこ RED RICE                                       | 00:20:49        |
| 4               | 1月19日         | 木村拓哉、2ndアルバム「Next Destination」発売日に豪華ゲストと共にMV完成披露試写会を開催！              | 新井恵理那（MC） Kj（Dragon Ash/The Ravens） 斎藤工 平井大 RED RICE | 01:14:30        |
| 5               | 1月26日         | 斎藤工監督！木村拓哉、「Beautiful Things」のMVが完成！特別映像も公開！                                 | 斎藤工                                                              | 00:08:48        |
| 6               | 2月2日          | 木村拓哉、武田真治、RED RICE（湘南乃風）、江口のりこ共演！ 「OFF THE RIP」のMVが完成！特別映像も公開！ | RED RICE                                                            | 00:11:50        |